# Leskea sublaevifolia
Leskea sublaevifolia là một loài Rêu trong họ Leskeaceae. Loài này được Herzog mô tả khoa học đầu tiên năm 1938.